# تضمين دلتا سيغما
تضمين دلتا سيغما (بالإنجليزية: Delta-sigma modulation اختصاراً (ΔΣ))‏ هو أسلوب لتشفير إشارة تناظرية لتصبح إشارة رقمية، أو لتشفير إشارة رقمية عالية الدقة إلى أخرى متدنية الدقة. وينجز هذا التحويل بإرجاع الخطأ، حيث يقاس الفرق بين إشارة الخطأ وإشارة مرجعية ويستخدم هذا الفرق لتحسين التحويل. وتتغير الإشارة المتدنية الدقة عادة أسرع من الإشارة العالية الدقة، ويمكن ترشيح الأولى لاستعادة الإشارة العالية الدقة مع تقليل أو عدم فقدان صحة الإشارة الأصلية.
ووجدت هذه التقنية استخداما متزايدا في العناصر الإلكترونية الحديثة، مثلا في محولات الإشارة التناظرية إلى الرقمية ومصطنعات الترددات [الإنجليزية] وتغذية الطاقة مبدلة النمط (switched mode) ومتحكمات المحركات.